# Barbie Zelizer
Barbara „Barbie“ Zelizer (geb. 1. Januar 1954) ist eine US-amerikanische Kommunikationswissenschaftlerin an der University of Pennsylvania.

## Leben und Wirken
Zelizer erwarb an der Hebräischen Universität Jerusalem 1976 einen Bachelor in Englischer Literatur und Politikwissenschaft und 1981 einen Master in Kommunikationswissenschaft. An der University of Pennsylvania erhielt sie 1990 einen Ph.D. In Kommunikationswissenschaft. Von 1990 bis 1997 hatte sie eine Professur an der Temple University inne, bevor sie wieder an die University of Pennsylvania wechselte. Hier ist sie (Stand 2021) Raymond Williams Professor of Communication. Sie gilt in den USA als führende Figur der Journalismustheorie und ist Mitbegründerin und Mitherausgeberin der Zeitschrift Journalism: Theory, Practice and Criticism.
Zelizer war zwischen 1978 und 1983 selbst als Journalistin tätig, unter anderem für Reuters, die London Financial Times, Jewish Telegraphic Agency und Israel Today.
Zelizer hat laut Google Scholar einen h-Index von 57, laut Datenbank Scopus einen von 25 (jeweils Stand April 2024).

## Auszeichnungen (Auswahl)
- 1994 Guggenheim-Stipendium[3]
- 2009 Präsidentin der International Communication Association[4]
- 2020 Mitglied der American Academy of Arts and Sciences[5]
- 2021 Auswärtiges Mitglied der British Academy

## Schriften (Auswahl)
- Covering the body: The Kennedy Assassination, the Media, and the Shaping of Collective Memory. University of Chicago Press, 1992, ISBN 0-226-97970-9.
- Remembering to Forget: Holocaust Memory Through the Camera's Eye. University of Chicago Press, 1998, ISBN 0-226-97972-5.
- Visual Culture and the Holocaust. Rutgers, The State University, 2001, ISBN 0-8135-2892-5.
- Als Hrsg.: Journalism after September 11. Psychology Press, 2002, ISBN 0-415-28800-2.
- Taking journalism seriously: News and the academy. Sage Publications, 2004, ISBN 978-0-8039-7314-5.
- What Journalism Could Be. Polity Press, 2016, ISBN 978-1-5095-0786-3.
- About to Die. How News Images Move the Public. Oxford University Press, Oxford/New York 2010, ISBN 978-0-19-975213-3.